# Акцент на любові
«Акцент на любові» (англ. Accent on Love) — американська драма режисера Рея МакКері 1941 року.

## Сюжет
Багатий молодий чоловік влаштовується на роботу як гірник. Він відчуває потяг до дівчини, і тому розлучається з дружиною та намагається допомагати бідним.

## У ролях
- Джордж Монтгомері — Джон Ворт Гайндман
- Оса Массен — Оса
- Дж. Керолл Нейш — Мануель Ломброзо
- Кобіна Райт — Лінда Гайндман
- Стенлі Клементс — Патрік Генрі Ломброзо
- Мінерва Урекал — Тереза Ломброзо
- Тьюрстон Холл — Т. Дж. Трітон
- Ірвінг Бейкон — містер Смедлі
- Леонард Кері — Флаверс
- Оскар О'Ши — суддя